# Rione Alto (stacja metra)
Rione Alto – stacja metra w Neapolu, na Linii 1 (żółtej). 
Znajduje się na terenie Rione Alto, pod Via Mariano Semmola.
Stacja została otwarta 28 marca 1993.